# Landtag della Renania-Palatinato
Il Landtag della Renania-Palatinato (Dieta statale della Renania-Palatinato) è l'assemblea legislativa monocamerale dello stato tedesco della Renania-Palatinato, composta da 101 membri. La sede del parlamento è la Deutschhaus a Magonza.